# Gare de Mende
Gare de Mende vasútállomás Franciaországban, Mende településen.

## Vasútvonalak
Az állomást az alábbi vasútvonalak érintik:
- Monastier-La Bastide-Saint-Laurent-les-Bains-vasútvonal

## Kapcsolódó állomások
A vasútállomáshoz az alábbi állomások vannak a legközelebb:
- Gare de Marvejols
- Gare de Bagnols - Chadenet
- Halte de Balsièges